# Ženski odbojkaški klub Vojvodina
Lo Ženski odbojkaški klub Vojvodina è una società pallavolistica femminile serba, con sede a Novi Sad: milita nel campionato cadetto serbo.

## Storia
Lo Ženski odbojkaški klub Vojvodina nasce nel 2005. Dopo varie stagioni nelle categorie minori del campionato serbo, nel 2011 vince la Prva Liga e ottiene la promozione nella massima serie. Nella stagione 2011-12 debutta in Superliga, vincendo una sola partita e chiudendo la stagione all'ultimo posto, retrocedendo così dopo una sola stagione.